# Aghavnadzor (Kotayk')
Aghavnadzor (in armeno Աղավնաձոր?) è un comune dell'Armenia di 945 abitanti (2009) della provincia di Kotayk'.